# Diplazium supranitens
Diplazium supranitens är en majbräkenväxtart som beskrevs av Carl Frederik Albert Christensen.
Diplazium supranitens ingår i släktet Diplazium och familjen Athyriaceae. Inga underarter finns listade i Catalogue of Life.